# Лузгин, Андрей Вячеславович
Лузгин Андрей Вячеславович (род. 16 января 1981, Пенза, СССР) —  глава администрации города Пензы с 31 октября 2019 по 12 октября 2021 года.

## Биография
Лузгин родился в Пензе в 1981 году.
В 2002 году окончил Пензенскую государственную сельскохозяйственную академию.
С 2003 по 2004 годы занимал должность ведущего экономиста в экономическом отделе ООО «Антарес-СМ».
С 2004 по 2010 годы был директором по развитию магазина «Мир техники GSM».
В 2014—2015 годах был операционным директором ООО «Сбытторг».

## Политическая карьера
В 2015 году Андрей Лузгин был назначен на должность министра инвестиционного развития и внешнеэкономической деятельности Пензенской области, а также временно и. о. заместителя председателя Правительства Пензенской области.
В 2016 году Лузгин назначен заместителем председателя Правительства Пензенской области.
31 октября 2019 года избран главой администрации Пенза.
12 октября 2021 года Лузгин подал в отставку со своего поста главы администрации, исполнять обязанности стал вице-мэр Александр Басенко

## Награды
27 декабря 2019 года был награждён Почётной грамотой Губернатора Пензенской области Иваном Белозерцевым.